# 塔桥乡
塔桥乡，是中国河南省驻马店市上蔡县下辖的一个乡镇级行政单位。

## 行政区划
塔桥乡共辖以下地区：
塔桥村、董何村、侯张村、关楼村、黄庄村、胡庄寨村、黄泥桥村、申寨村、孟赵村、大邱村、张李村、北大李村、大赵村、彭庄村、白圭庙村、西何庄村、小李村、南张庄村、楼李村、三李村、盆王村、黑翟村、葛楼村、长王村、东何村（李腾飞）扣扣1136554326。